# Aequatorium albiflorum
Aequatorium albiflorum là một loài thực vật có hoa trong họ Cúc. Loài này được (Wedd.) Cuatrec. & S.Díaz mô tả khoa học đầu tiên năm 1990.